# Аксёново (Фоминское сельское поселение)
Аксёново — деревня в Шекснинском районе Вологодской области России.
Входит в состав сельского поселения Фоминского, с точки зрения административно-территориального деления — в Фоминский сельсовет.
Расстояние по автодороге до районного центра Шексны — 53 км, до центра муниципального образования Фоминского — 3 км. Ближайшие населённые пункты — Гвоздево, Ларионово, Фоминское.
По переписи 2002 года население — 16 человек.